# 肩当て
肩当て(かたあて)は、

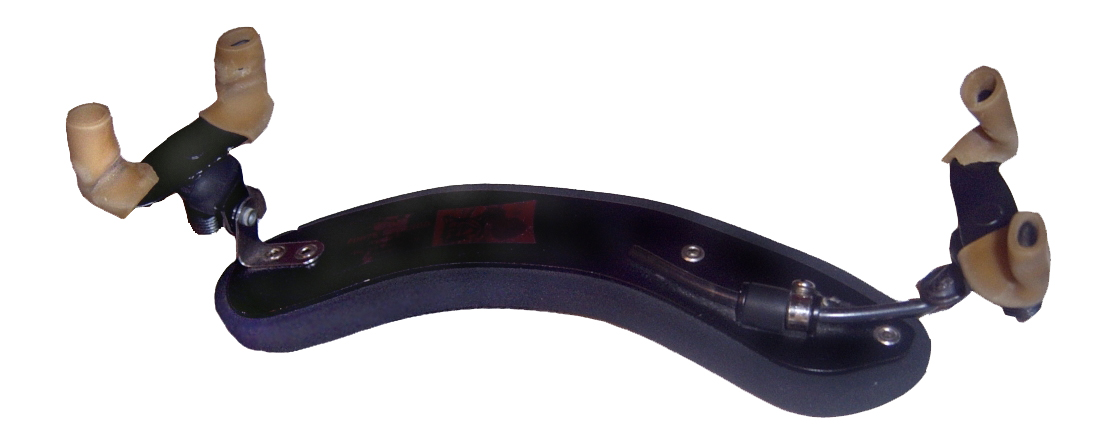
肩当て

1. ヴァイオリン・ヴィオラの演奏時に、楽器の支持を確実にするため装着する器具。左肩との摩擦で楽器を安定させる。本項で詳述する。
2. 防具の肩当については具足を参照のこと。別名として袖とも言われる。

時に両手を自由に使えるなど、有用な部分も多い。結果奏者の多くが使用するが、とくに痩せた体格の場合肩当ての効果は大きい。考案したのはユーディ・メニューインといわれる。

## 種類
肩当てにはブリッジ型という、楽器の下部下面両側にあるクランプ状の部品で楽器から離れるように橋桁状の部材を桁渡しするものと、クッション型という、小さな布団のようなものを楽器に紐等で固定するものがある。

## 特徴
ヴァイオリン・ヴィオラは、肩と顎の間に納め挟み込むようにして保持し、音程を取る左手はほぼ自由に動かせるようにする。楽器の厚みの不足から完全に顎で抑えることは難渋する。肩に当て布を敷いて保持する例もあるが、楽器を降ろす度に位置を直さねばならない。
練習生の指導時等、状況対処の為に両手を使用しなければならない時にはより確実に楽器を身体に固定することが望まれる。この性能に勝っているのは前者ブリッジ型で、現在は専らこれを適当とし、クッション型は殆ど商品として製作されていないのが現状である。ブリッジ型についていえば、材質には木造、プラスチック成型、金属製が各々あり、木造がよいと言われているが特段気になる程の音質・性能の差はないようである。

## 点検の必要性
ヴァイオリンは軽量な楽器であるが、さりとてそれを顎と肩という縦方向の直線で保持するとなるとそれなりに大きな力が掛かり、粗悪な加工・素材のものや劣化した古いものは破損して楽器を落としてしまう恐れもあるので、使用時の点検は欠くことが出来ない。バイオリンの職業奏者の多くはかなり高価な楽器を使用していることもあるので、懸念条項としてこういう事故の発生を挙げて余り推奨していないと考えることも出来る。

## 練習生に於いての使い方
練習段階に於いての肩当ての使用は、楽器の保持体勢に柔軟性がなくなったり、また音響を身体で感じられなくなる為、未熟な練習生が肩当てに楽器の保持を委ね切ることを推奨すべきではないという意見も多く、これは多分に賛成されている。小型の分数楽器を使用するような幼児児童なら、肩当てを使用しなくとも楽器の厚みで充分保持するに足る体格なので、その場合のこの用途は、教員の展示演奏や、保守時に親等成年者が奏者に代わって楽器を取扱う時等に必要となるのであり、小型の分数楽器程、装備する必要性は高くなる。